# 天才足球會
天才足球會是吉爾吉斯Беш-Кюнгёй區的足球會。成立於2020年。球會最初名為「天才青年IVS」，自2022年賽季起，一直在吉爾吉斯超級足球聯賽踢球。隊名Талант源自俄語中的「天才」。

## 歷史
天才足球會(Талант футбольный клуб)由堂兄阿札特·卡辛別科夫和達米爾·卡辛別科夫於2020年在崔州兒童青少年體育學校的基礎上創立。
球隊在2020年賽季開始了徵戰全國聯賽的旅程，同時球隊最初被稱為「天才青年IVS」。歷史上的首場正式比賽於 2020 年 9 月 9 日在全國聯賽A2 區首輪客場對陣雙料阿布迪什-阿塔。全場比賽最終以0:1的比數擊敗了天才隊(Talent)。該隊於9月27日在第4輪對陣喬爾蓬阿塔的比賽中取得首場勝利。當時進球的有：扎尼貝克·烏魯·扎納貝克（兩次）、朱馬別科夫·蘇萊曼（兩次）、托克托朱馬耶夫·塔萊和阿赫瑪托夫·阿努阿爾。由於與COVID-19大流行相關的限制，2020 年全國聯賽賽季以縮短的形式進行。結果，球隊只打了8場比賽，成績小組第三，未能晉級決賽。
天才FC(Talent FC)以活躍模式開始了下個賽季的準備工作。在阿拉圖盃季前賽中，球隊進入半決賽，以2:4輸給科奇科爾阿塔油工(Neftchi Kochkor-Ata)，在季軍爭奪戰中以1:3輸給前進隊(Алга)。俱樂部在A1區度過了2021賽季的全國聯賽。賽季結束，天才隊(Talent)在15場比賽中得到30分，以小組第二名的成績，無緣進入錦標賽的決賽。
2021年5月29日，他們在吉爾吉斯盃1/8決賽中首次亮相，以0:7的比分慘敗於康德的阿布迪什-阿塔。
2022年賽季開始前，天才FC(Talant FC)宣布進入吉爾吉斯超級聯賽。 3月6日，球隊在頂級聯賽中首場比賽客場對陣前進隊(Алга)，以1:0落敗。第二輪，天才FC1:1戰平衛冕冠軍。隨後，蘇萊曼·朱馬別科夫攻入了球隊在聯賽的第一個進球。首場勝利於5月23日以4:1戰勝卡拉巴塔。賽季中，兩次平局，一次擊敗多多伊，贏得了堅不可摧的強隊聲譽。然而，球隊以倒數第二的成績結束了賽季，在 27 場比賽中獲得 21 分。當年的吉爾吉斯盃，天才隊在1/8決賽輸給了Алга。